# Aplidium pusillum
Aplidium pusillum är en sjöpungsart som beskrevs av Monniot 1991. Aplidium pusillum ingår i släktet Aplidium och familjen klumpsjöpungar. Inga underarter finns listade i Catalogue of Life.